# Díszpajzs
Névváltozatok:
cs: čestný štítek

Rövidítések:

Díszpajzs

A díszpajzs a pajzs díszhelyén, azaz a pajzsfő közepén elhelyezkedő kisméretű pajzs. 
A díszhely több kispajzs elhelyezésekor a pajzsnak az a része, amelyen a boglárpajzs fölötti pajzs látható. A díszpajzs mindig a középpajzsnak vagy a boglárpajzsnak alárendelt címert tartalmazza. A  boglárpajzs alatti pajzs, a köldökhelyen látható köldökpajzs úgy a címerleírásban, mint előkelőségben azonban csak a boglárpajzs után következik.

## Kapcsolódó szócikk
- Pajzs (heraldika)